# Werner Lohrer
Werner Lohrer   (Arosa, 4 de març de 1917 - Grisons, 1991) va ser un jugador d'hoquei sobre gel suís que va competir entre les dècades de 1930 i 1950. Era germà del també jugador d'hoquei sobre gel Heini Lohrer.
El 1948 va prendre part en els Jocs Olímpics de Sankt Moritz, on guanyà la medalla de bronze en la competició d'hoquei sobre gel. En el seu palmarès també destaquen tres lligues suïsses, el 1951, 1952 i 1953, amb l'EHC Arosa. Posteriorment fou àrbitre i jugador de cúrling.